# مسجد جمالي كمالي
مسجد جمالي كمالي يقع المسجد في مجمع قرية الأثري في مهراولي في دلهي عاصمة الهند، ويضم المسجد اثنين من المعالم المجاورة لبعضها البعض، المعلم الأول هو المسجد نفسه والآخر هو قبر لشخصين أسمائهما جمالي وكمالي، واسم جمالي هو الأردية هو أن ينشأ من جمال والتي تعني أيضا الجمال، واسم جماي هنا هو اسم مستعار إلى الشيخ فضل الله المعروف أيضا باسم الشيخ كامبوه، أو الشيخ جمالي جلال خان وهو محدث صوفي شهير عاش في مرحلة ما قبل حكم سلالة المغول في وودي، وهي فترة من حكم اسكندر لودي .
أما كمالي فهو شخص مجهول ولكنه ارتبط بجمالي ولم تنشأ سوابق له أو أي سير، يتم دمج اسميهما معا باسم جمالي كمالي وكذلك قبريهما لمتجاورين ومتلاصقين ولذلك سمي المسجد بذلك، تم بناء المسجد في الفترة بين عام 1528 والعام 1529 ودفن جمالي في القبر بعد وفاته في عام 1535.

## العمارة
مسجد جمالي كمالي يقع في منطقة الحديقة المغلقة، بني لأول مرة خلال السنوات 1528 - 1529 , وللمسجد مدخل جنوبي، بني المسجد في الحجر الرملي الأحمر مع إضافة الزينة في الرخام، ويزعم أن المسجد من رواد تصميم العمارة المغولية في الهند، قاعة الصلاة هي فناء كبير لديه خمسة أقواس مع القوس المركزي مه وجود القبة، حجم الأقواس تدريجيا كلما اتجه إلى القوس المركزي الذي هو أكبر من الأقواس الخمسة وهو منمق مع زخرفة جميلة، زينت ركنيات القوس مع الأنواط والزخرفة، الجدار الغربي للمسجد يحوي على المحراب الذي زين مع الجدران بعدد قليل من النقوش القرآنية .

## المحافظة
يتم الاحتفاظ جيدا بمقتنيات المسجد وذلك يوفر أجواء هادئة للغاية، وقد أجريت تم الاهتمام به وزيارته من قبل قبل منظمة المسح الأثري الهندية، وذلك لزيادة تجميل والمحافظة على المسجد قبل دورة ألعاب الكومنولث عام 2010 التي عقدت في دلهي , والمسجد واحد من 172 اثر تحت اختصاص دائرة الاثار في دلهي، وقد كلف ترميم المسجد مبلغ 1.5 مليون روبية واقترح (30,000 دولار أمريكي) لهذا الغرض .

## صلاة الجمعة
أمر ت الحكومة الهندية بعدم السماح للناس بأداء صلاة الجمعة في الآثار الإسلامية المحمية، ولكن هناك اتجاه حديث لوحظ على نطاق واسع بالسماح استثتاء للمسلمين بالصلاة في بعض الآثار التاريخية الإسلامية كما هو الحال في قضية ذكرت في مسجد جمالي كمالي ومسجد قطب مينار وعدد قليل من المساجد الأخرى.

## الوصول
في مجمع القرية الأثرية ميهلرولي يقع المسجد، وحوله وانشأ بشكل جيد الطرق ونظام النقل، حيث يبعد عن مطار انديرا غاندي الدولي 18 كيلومتر، وعن محطة سكة الحديد نيودلهي ومحطة سكة حديد نظام الدين على التوالي 17 كيلومتر و 16 كيلومتر، ويسمح بزيارة المسجد في جميع أيام الأسبوع .

## الصور

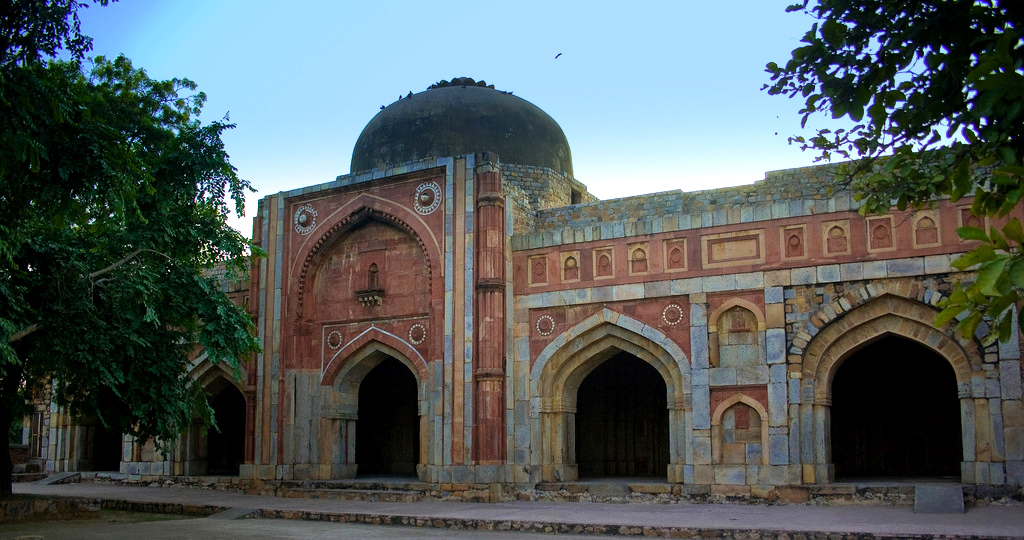
مسجد جمالي كمالي
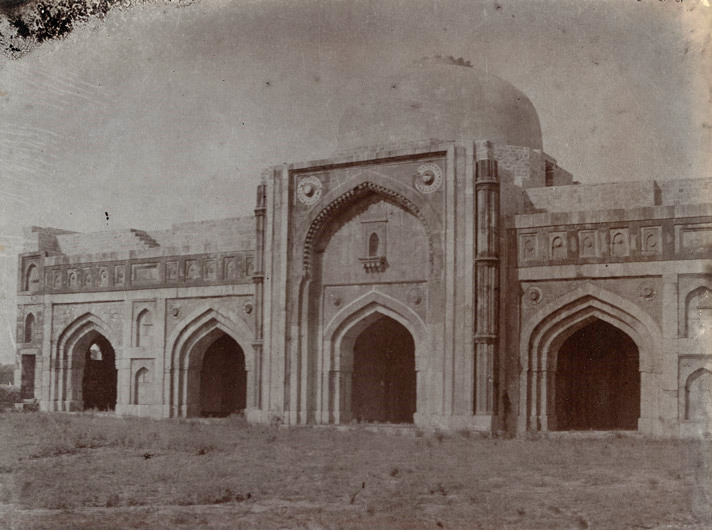
مسجد جمالي كمالي 1885
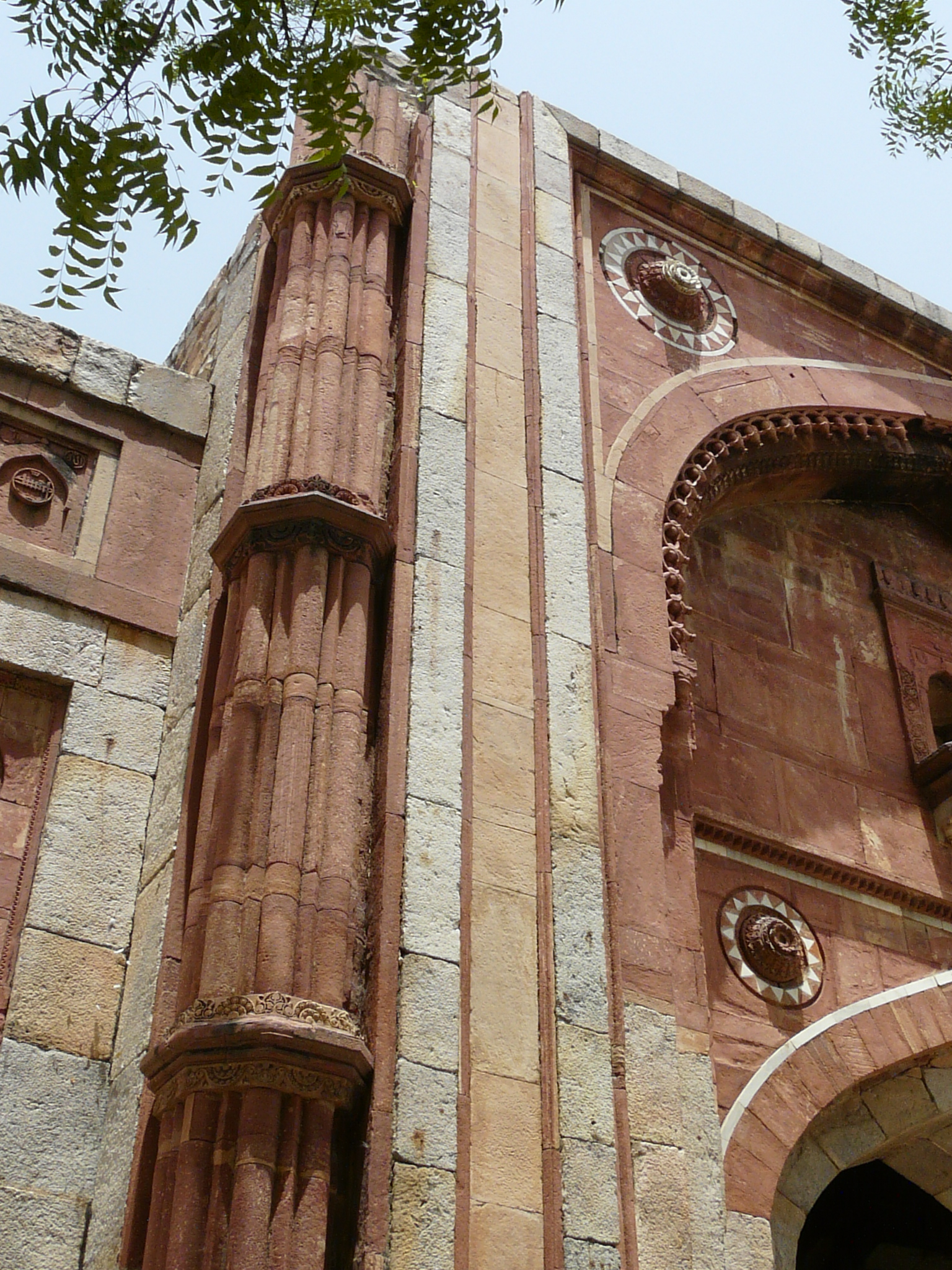
مسجد جمالي كمالي
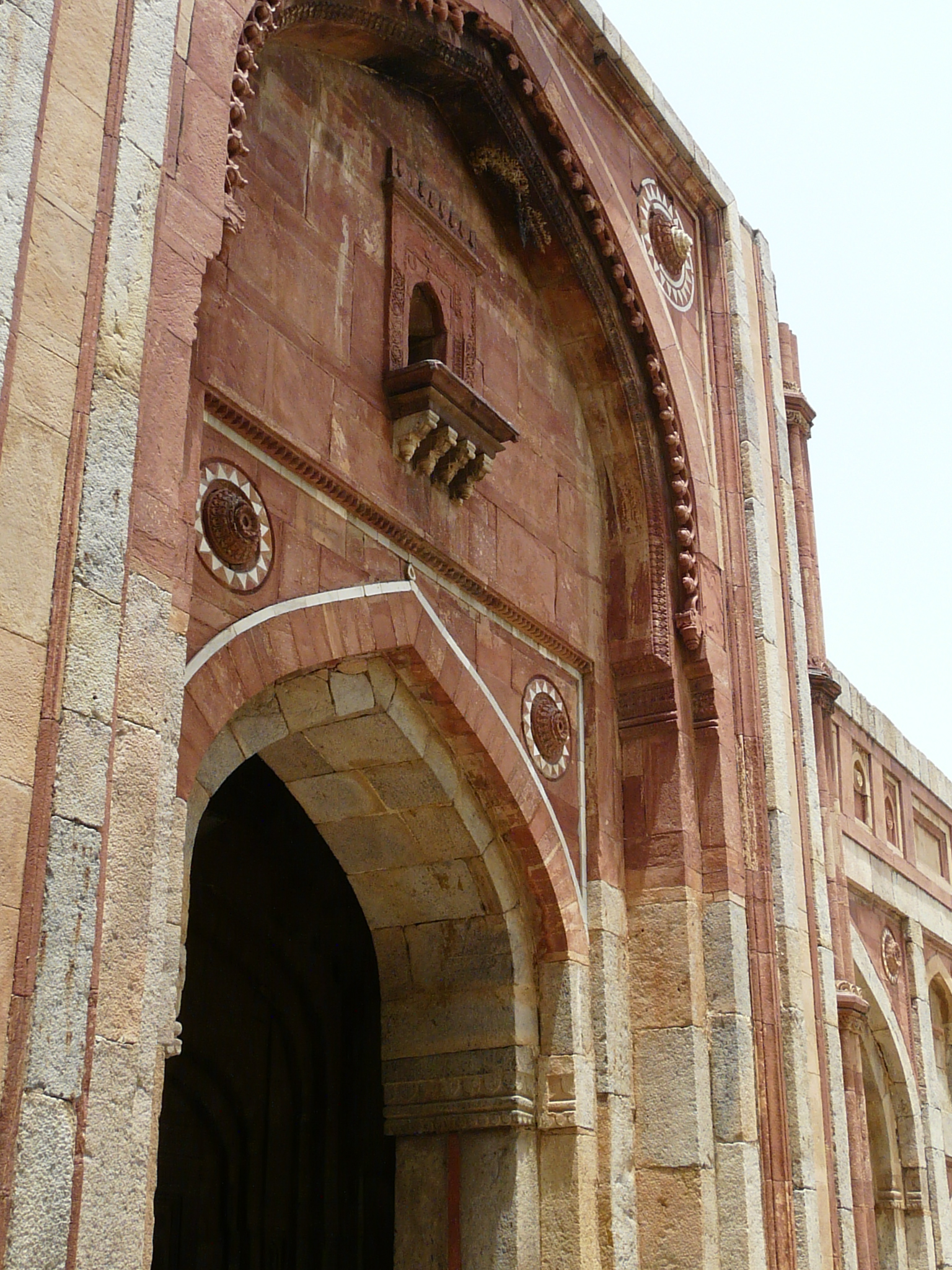
مسجد جمالي كمالي
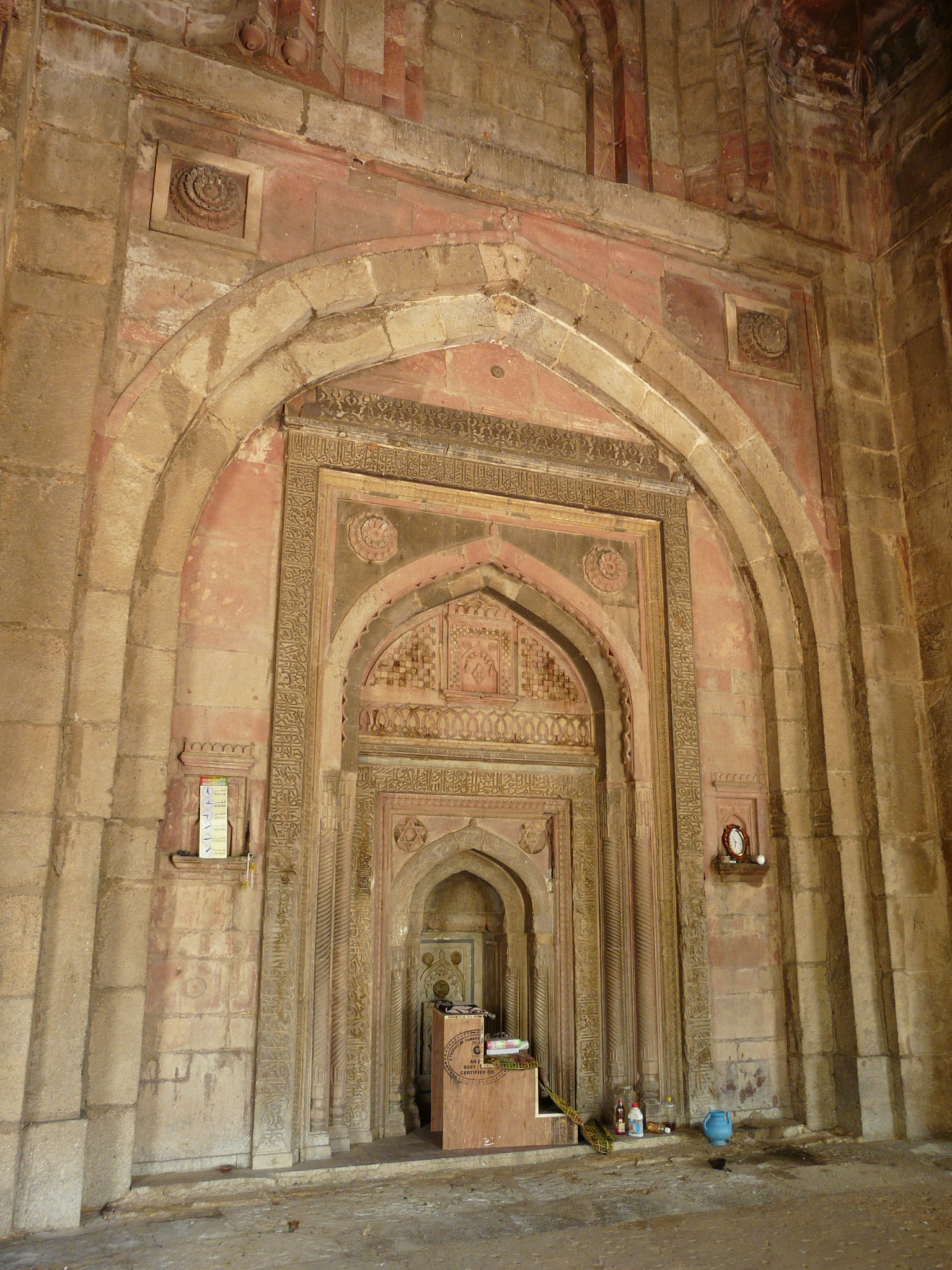
مسجد جمالي كمالي
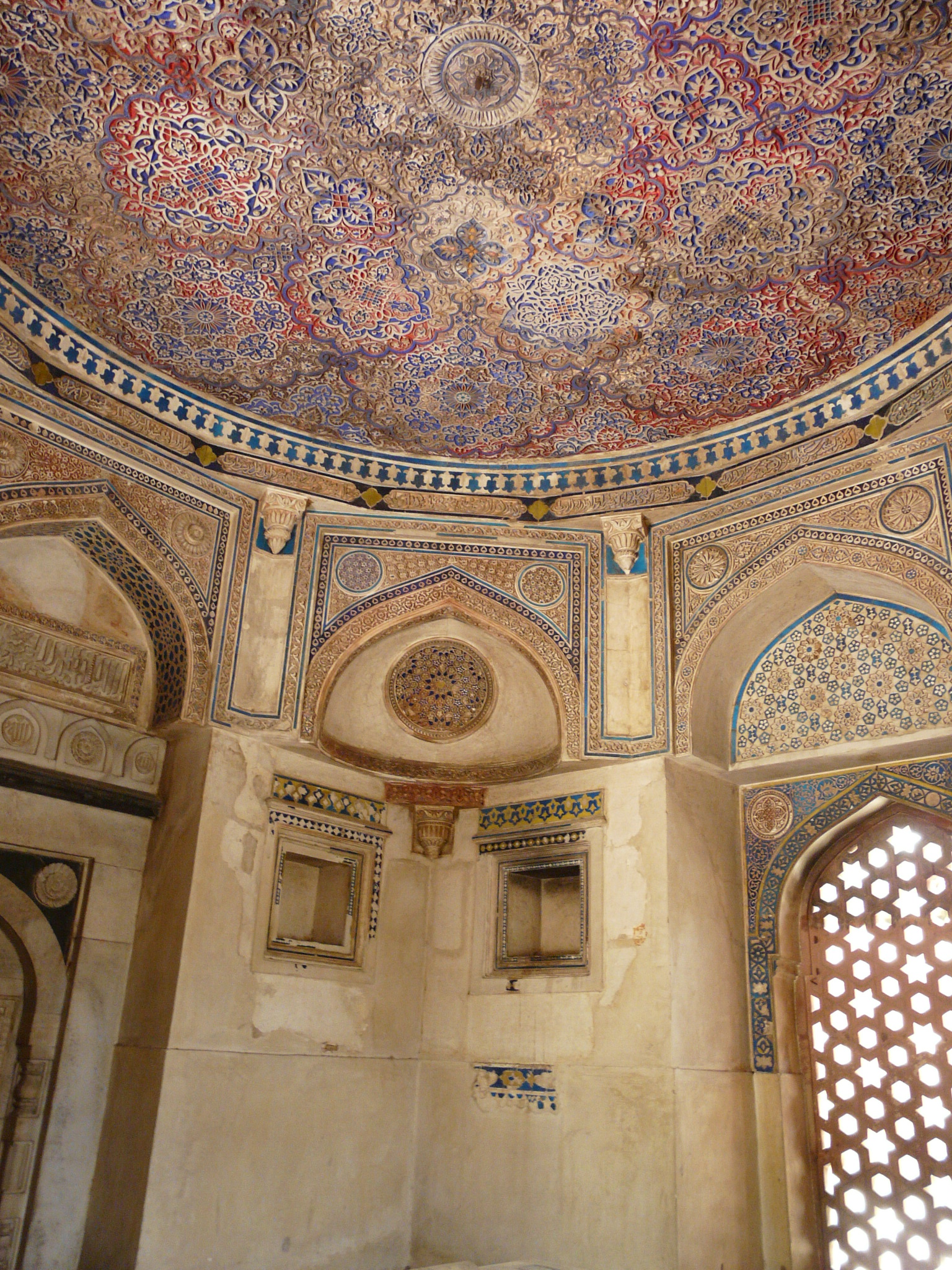
مسجد جمالي كمالي